# Laurel et Hardy au Far West
Pour plus de détails, voir Fiche technique et Distribution.
Laurel et Hardy au Far West (titre original : Way Out West) est un Film burlesque américain réalisé par James W. Horne, sorti en 1937.

## Synopsis
Selon les dernières volontés d'un ami, Laurel et Hardy sont chargés de remettre à sa fille, Mary Roberts, le titre de propriété d'une mine d'or. Celle-ci travaille comme domestique dans le saloon de Mickey Finn, à Brushwood Gulch, petite ville de l'Ouest américain. Ne la connaissant pas, ils remettent le titre de propriété à Lola Marcel, l'épouse du patron de la jeune fille, qui a substitué sa propre femme à l'héritière pour s'emparer du titre. S'apercevant de leur méprise, Laurel et Hardy vont tout faire pour récupérer le document malgré l'opposition farouche de Lola et de Mickey.

## Fiche technique
- Titre : Laurel et Hardy au Far West
- Titre original : Way Out West
- Réalisation : James W. Horne
- Scénario : Felix Adler, James Parrott et Charles Rogers d'après une histoire de Jack Jevne (en) et Charles Rogers
- Photographie : Art Lloyd et Walter Lundin
- Musique : Thomas Marvin Hatley
- Montage : Bert Jordan
- Production : Stan Laurel et Hal Roach pour M.G.M.
- Pays de production :  États-Unis
- Distribution : Métro-Goldwyn-Mayer
- Langue : anglais
- Format : noir et blanc
- Genre : comédie burlesque
- Durée : 66 minutes
- Dates de sortie : 
  - États-Unis : 16 avril 1937 (première), 3 mai 1937 (New York)
  - Royaume-Uni : 17 janvier 1938
  - France : 20 janvier 1938

## Distribution

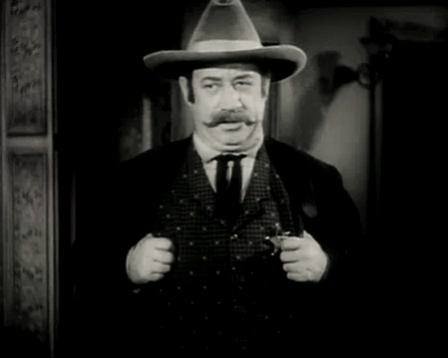
Stanley Fields dans le rôle du shérif

- Stan Laurel (VF : Franck O'Neill) : Stanley
- Oliver Hardy (VF : George Mathews) : Ollie
- Sharon Lynn : Lola Marcel
- James Finlayson (VF : Émile Duard) : Mickey Finn, tenancier du saloon
- Rosina Lawrence : Mary Roberts
- Stanley Fields (VF : Jean Clarens) : le shérif
- Vivien Oakland : la femme du shérif
- Dinah : Elle-même

Acteurs non crédités
- Harry Bernard (VF : Jean Gournac) : un client au bar
- Flora Finch : la femme du mineur
- Dudley Dickerson : un portier
- Carol Holloway : une fille du saloon

## Autour du film
Renseignements trouvés dans la brochure rédigée par Roland Lacourbe qui accompagne la cassette VHS éditée par PolyGram Video.
 
- Selon des témoignages, c'est Ruth, l'épouse de Stan Laurel, qui aurait suggéré le tournage d'une parodie de western.
- « Le scénario maintes fois remanié comprenait initialement une longue séquence dans une tribu indienne qui ne fut jamais tournée. »
- On peut surprendre Sharon Lynn ne pouvant s'empêcher d'être contaminée par le fou rire de Stan Laurel lorsqu'elle le fouille pour récupérer le titre de propriété.
- Le gag du pouce qui s'enflamme comme une allumette lorsqu'on le frotte fut pour la première fois improvisé au cours du tournage car Stan Laurel vit un de ses collaborateurs pester contre un briquet qu'il n'arrivait pas à enflammer.
- Est-ce Claudette Colbert retroussant sa jupe dans New York-Miami qui a inspiré Stan Laurel de faire du stop en retroussant sa jambe de pantalon pour faire arrêter la diligence ?
- Les deux compères dansent sur l'air d'un chant traditionnel datant de 1905 At the Ball, That's All interprété par les Avalon Boys, un groupe de musique country.
- Ils interprètent un vieil air de l'ouest Trail of the lonesome Pine où Stan est doublé par Chill Wills pour la descente dans les graves et par Rosina Lawrence pour la montée dans les aigus.
- À la fin du film, ils chantent I Want to Be in Dixie.
- Lors de la cérémonie de remise des oscars en mars 1992, pour célébrer le centième anniversaire de Hal Roach, Billy Crystal dansa avec Laurel et Hardy devant un transparent où était projetée la séquence où ils dansent sur l'air de At the Ball, That's All.

## Distinctions
- Thomas Marvin Hatley fut nommé pour l'Oscar 1937 de la meilleure musique de film à cette occasion.